# Parc régional du Lac-Taureau
Pour les articles homonymes, voir Taureau (homonymie).
 (août 2020).
Si vous disposez d'ouvrages ou d'articles de référence ou si vous connaissez des sites web de qualité traitant du thème abordé ici, merci de compléter l'article en donnant les références utiles à sa vérifiabilité et en les liant à la section « Notes et références ».
Le Parc régional du Lac Taureau est un parc régional québécois aménagé autour du Réservoir Taureau, situé dans la municipalité de Saint-Michel-des-Saints et les territoires non organisés de Baie-de-la-Bouteille et Lac-Matawin, dans la MRC de Matawinie, dans la région de Lanaudière, dans la province de Québec, au Canada.

## Histoire
Dès le milieu du XIXe siècle, ce secteur s'est développé surtout grâce à l'agriculture et à la foresterie. Les grandes coupes forestières de l'époque généraient des billots lesquels étaient déposés sur la glace en hiver. Le bois flottant descendait la rivière Matawin, jusqu'à la rivière Saint-Maurice, afin d'alimenter les moulins de pâtes et papiers situés en aval, tels ceux de Grand-Mère, Shawinigan et Trois-Rivières. Dès le XXe siècle, les activités récréotouristiques constituent un apport économique majeur pour la région.

## Géographie
Ce parc régional partage sa frontière est avec la réserve faunique Mastigouche. Le grand réservoir du Lac Taureau couvre 95 km2. Ce grand lac compte 270 km de rives dont de nombreuses plages de sable fin. Ce lac compte 45 îles. Le réservoir comporte 32 km de rives sablonneuses, dont la plage de la Pointe-Fine. Les plages du Lac-Taureau s'étendent sur environ trente kilomètres lorsque le niveau de l'eau est normal.

## Activités récréotouristiques
Fort réputé des amateurs d'activités récréotouristiques, ce magnifique plan d'eau est entouré de montagnes. Le Parc est populaire pour la villégiature, les activités nautiques (notamment la baignade et la navigation de plaisance), le camping et les randonnées en forêt. Les visiteurs bénéficient des aires de vidanges septiques et des débarcadères sécuritaires qui y sont aussi aménagés. Le Parc comporte plusieurs campings rustiques, notamment celui de la baie du Milieu et de la baie du Poste.
Des sentiers aménagés dans le secteur de la baie Dominique offrent des panoramas exceptionnels du lac Taureau. D’une longueur totale de 4,6 km, le sentier offre aussi la possibilité de compléter une boucle de 3,1 km. Plusieurs autres sentiers aménagés sont gérés par l’entreprise privée, notamment le réseau pédestre de l’Auberge du Lac Taureau, situé sur la rive ouest du lac, au bout de la presqu'île séparant les baies "du milieu" (au Nord-Ouest) et "du village" (au Sud-Est). Le village de Saint-Michel-des-Saints est situé sur le côté sud de cette dernière baie.
Plusieurs pourvoyeurs offrent des excursions en kayak ou avec d'autres types embarcations afin de visiter les coins sauvages, hors de l'ordinaire. À la Baie du Milieu, l’équipe de Nerrivik Aventures, membre d’Aventure Écotourisme Québec, offre des services de location de kayaks, excursions guidées et expéditions de kayak. Quelques pourvoyeurs offrent des circuits de découvertes en kayak de mer afin d’explorer les coins cachés du lac Taureau.